# Sol de Los Angeles
Le Sol de Los Angeles (Los Angeles Sol en anglais) était un club franchisé de soccer féminin américain basé dans la ville de Carson dans la banlieue de Los Angeles, en Californie. Le club était codétenu et exploité par Blue Star, LLC et AEG, filiale du groupe américain Anschutz Entertainment Group, et l'équipe fut entraînée par l'anglais Abner Rogers en 2009. Elle a participé au championnat de la Women's Professional Soccer en 2009 et a joué ses matchs à domicile au Home Depot Center.
Le 28 janvier 2010, la Women's Professional Soccer annonce que l'équipe cesse ses activités pour raisons financières.

## Palmarès
- Séries éliminatoires de la Women's Professional Soccer :
  - Finaliste (1) : 2009
- Saison régulière de la Women's Professional Soccer :
  - Champion (1) : 2009

## Histoire
Le 4 septembre 2007, lors de la création de la Women's Professional Soccer, il a également été annoncé ce même jour qu'une franchise allait voir le jour à Los Angeles, puis l'appellation de Los Angeles Sol a été officiellement dévoilée le 26 octobre 2008.
Lorsque les droits de la joueuse Shannon Boxx, milieu de terrain internationale américaine, furent attribués à la franchise le 16 septembre 2008, elle était officiellement la première joueuse à évoluer au sein de cette équipe.

## Parcours en Women's Professional Soccer

### Saison 2009
Lors de l'inauguration du championnat le 29 mars 2009, l'équipe joue son premier match de championnat contre le Freedom de Washington au Home Depot Center devant 14 832 spectateurs, pour une victoire 2-0. Le premier but de l'histoire du club, et par conséquent de la Women's Professional Soccer fut inscrit par Allison Falk sur une passe décisive d'Aya Miyama à la 7e minute de jeu, Camille Abily aggravant le compte à deux minutes du terme de la rencontre, sur une passe de Marta.
La franchise de Los Angeles a ensuite dominé toute la saison régulière en remportant 12 de ses matchs, concédant un score de parité par 5 fois et ne perdant qu'à 3 reprises sur un total de 20 rencontres. Ils cumulent donc 41 points à la fin de la première phase du championnat. L'équipe se qualifie donc aisément pour les play-offs, directement en finale du championnat de la WPS, tout en décrochant le titre de champion de la saison régulière avec 7 points d'avance sur son dauphin, Saint Louis Athletica.
Malgré son statut de favori en finale des play-offs, le Sol est battu 1-0 à domicile par le Sky Blue FC (équipe du New Jersey), par une réalisation de Heather O'Reilly à la 17e minute, sur une passe de Natasha Kai. Par ailleurs, Allison Falk a été exclue pour les locaux dès la 27e minute de jeu, rendant un retour très difficile de son équipe lors de la rencontre. De plus, l'équipe fut amputée d'une de ses meilleures éléments, Camille Abily, qui a réalisé une très bonne première année à Los Angeles (8 buts et 1 passe décisive en 18 matchs, et désignée « Meilleure joueuse de la WPS » du mois de juin), après son départ controversé de l'Olympique Lyonnais en pleine saison. En effet, elle fut absente pour jouer la rencontre, partie préparer l'Euro 2009 en Finlande avec l'Equipe de France.
Malgré cette défaite en finale, Marta termine meilleure buteuse du championnat avec 10 buts inscrits en 20 rencontres. 
Le 30 août 2009, en marge du All Star Game à Saint-Louis dans le Missouri, Marta est par ailleurs désignée "Meilleure attaquante" et "Joueuse de l'année 2009" de la Women's Professional Soccer. Abners Rogers est quant à lui désigné "Entraîneur de l'année 2009".

### Intersaison 2010 et fin du L.A. Sol
Le 28 janvier 2010, à deux mois de la reprise du championnat, la Women's Professional Soccer annonce que l'équipe cesse ses activités pour raisons financières, les droits détenus par le club sur les 18 joueuses encore liées au club allaient être cédés lors d'un repêchage exceptionnel le 4 février 2010 aux 8 autres franchises présentes dans la ligue. Il sera révélé par la suite que l'actionnaire majoritaire, Anschutz Entertainment Group, s'était désengagé du club après avoir laissé un déficit d'environ 2 millions de dollars.
Les désormais anciennes stars du club ont donc été dispersées dans les différents clubs du championnat, telles Marta au FC Gold Pride, Shannon Boxx et Aya Miyama à Saint Louis Athletica, Karina LeBlanc à Philadelphia Independence, Stephanie Cox aux Boston Breakers ou encore Brittany Bock au Washington Freedom.

## Joueuses emblématiques
- Camille Abily
- Shannon Boxx
- Stephanie Cox
- Marta
- Karina LeBlanc
- Aya Miyama